# ورزشگاه لاکهارت

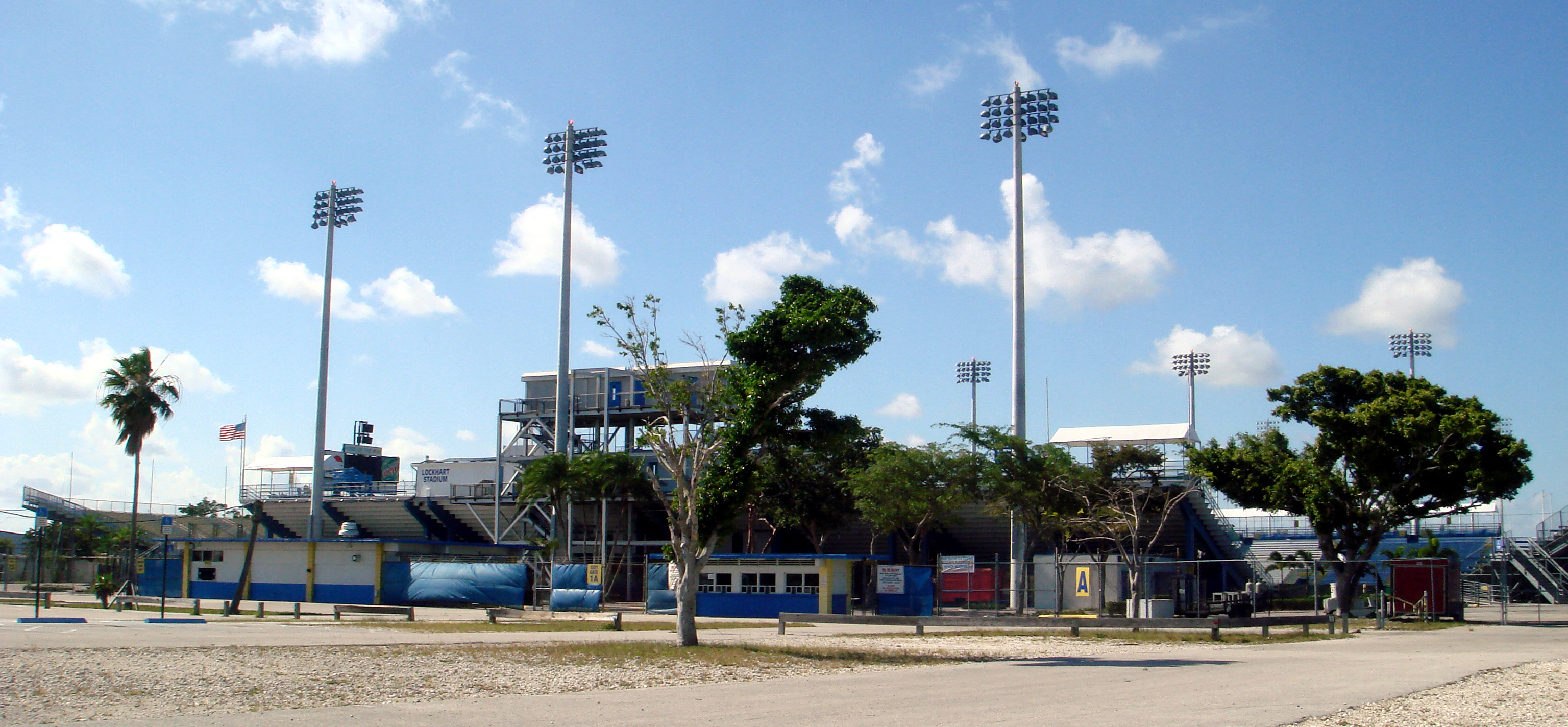

ورزشگاه لاکهارت (به انگلیسی: Lockhart Stadium) با ظرفیت ۲۰٬۴۵۰ نفر در شهر فورت لادردیل ایالت فلوریدا واقع شده‌است. ابعاد این ورزشگاه ۷۵ در ۱۱۶ متر است. در تاریخ ۱۹۵۹ تأسیس شد و دارای زمین چمن می‌باشد.